# مائوریتسیو کارنینو
مائوریتسیو کارنینو (انگلیسی: Maurizio Carnino؛ زادهٔ ۷ مارس ۱۹۷۵) اسکیت‌باز سرعت اهل ایتالیا بود.